# Il signor Bruschino
Il signor Bruschino, ossia Il figlio per azzardo ist eine einaktige Oper (Originalbezeichnung: „farsa giocosa per musica“) von Gioachino Rossini auf ein Libretto von Giuseppe Foppa, die auf der Komödie Le fils par hasard, ou ruse et folie von Alissan de Chazet und E. T. M. Ourry beruht. Die Uraufführung fand am 27. Januar 1813 im Teatro San Moisè in Venedig statt.

## Handlung
Gaudenzio hat sein Mündel Sofia dem Sohn des alten Bruschino versprochen, obwohl er und Sofia diesen noch nie gesehen haben. Zudem ist Sofia bereits mit Florville liiert. Bruschino figlio soll nun seiner zukünftigen Gattin vorgestellt werden, kehrt aber unterwegs in einem Wirtshaus ein und wird dort festgehalten, auf dass er seine Schulden begleiche. Dies gibt Florville Gelegenheit, sich als Bruschino figlio auszugeben und in Gaudenzios Landhaus aufzukreuzen. Dort taucht bereits nach kurzem auch Bruschino padre auf, womit Florville vor ernste Probleme gestellt wird. Dennoch gelingt es ihm, Gaudenzio weiszumachen, er sei Bruschinos Sohn. In einem mitreißenden Trio, welches den Höhepunkt der Oper darstellt, bittet er seinen „Vater“ um Verzeihung, während dieser von Gaudenzio für seine mangelnde väterliche Zuneigung getadelt wird. Der alte Bruschino erfährt schließlich die Hintergründe des Streichs und dreht den Spieß um, indem er Florville – den Sohn eines alten Feindes von Gaudenzio – mit dessen Mündel verkuppelt.
Ebenerdiger Saal mit Zugang zum Garten; ein schöner Park in einiger Entfernung
Szene 1. Florville liebt Sofia, das Mündel Gaudenzios. Sein Vater war zwar einst mit Gaudenzio verfeindet, ist aber inzwischen verstorben. Daher hofft er, nun erfolgreich um ihre Hand anhalten zu können. Zunächst aber trifft er im Garten auf Sofias Zofe Marianna, die ihn auf ein großes Unheil vorbereitet (Introduktion: „Deh tu m’assisti amore“). Schließlich kommt auch Sofia selbst. Beide versichern sich ihre Liebe, aber dann muss Sofia ihm mitteilen, dass ihr Vormund sie brieflich dem Sohn des Herrn Bruschino versprochen habe. Den kenne aber weder sie noch ihr Vormund. Florville lässt sich davon nicht entmutigen. Er hat bereits einen Plan. Aber da Marianna jemanden kommen hört, kann er Sofia noch keine Details nennen.
Szene 2. Bei dem Neuankömmling handelt es sich um den Gastwirt Filiberto. Florville versteckt sich, um sein Selbstgespräch zu belauschen. Darin erwähnt Filiberto, dass Bruschino ihm Geld schulde. Florville tritt heraus und stellt sich als Verwalter Gaudenzios vor. Filiberto erzählt ihm, dass der junge Bruschino, dessen Vater an der Gicht leide, seit drei Tagen bei ihm Quartier genommen habe. Der leichtgläubige Bruschino sei von Schnorrern ausgenommen worden und habe nun bei ihm Schulden in Höhe von 400 Franken. Er werde ihn nicht gehen lassen, bis er diese zurückgezahlt habe. Bruschino habe ihm einen Brief mitgegeben, den Gaudenzio an seinen Vater weiterleiten solle. Florville behauptet, der junge Bruschino sei sein Vetter. Er bittet Filiberto, die Angelegenheit vor Gaudenzio zu verschweigen und Bruschino weiterhin in seinem Hotel festzuhalten. Als Gegenleistung zahlt er ihm einen Teil der Schulden und verspricht, auch den Rest zu erstatten (Duett: „Io danari vi darò!“). Filiberto übergibt Florville den Brief und entfernt sich.
Szene 3. Florvilles Plan besteht darin, sich selbst als der junge Bruschino auszugeben. Dabei hofft er auf die Unterstützung Mariannas.
Szene 4. Gaudenzio ist froh, im jungen Bruschino eine gute Partie für Sofia gefunden zu haben (Cavatine: „Nel teatro del gran mondo“). Im Hintergrund sieht man, wie Florville Marianna einen (von ihm gefälschten) Brief reicht. Diese bringt ihn Gaudenzio, der ihn überrascht liest. Der alte Bruschino beklagt sich darin über den Lebenswandel seines Sohnes und bittet Gaudenzio, ihn in Gewahrsam nehmen zu lassen. Da er in Gaudenzios Haus noch unbekannt ist, hat Bruschino eine Beschreibung beigelegt (in Wirklichkeit eine Beschreibung Florvilles selbst). Gaudenzio schickt seine Diener aus, um den jungen Bruschino zu suchen, und befiehlt Marianna, Sofia gegenüber darüber zu schweigen.
Szene 5. Gaudenzios Diener führen Florville herbei. Auf dessen Frage gibt er zu, der junge Bruschino zu sein. Er täuscht Reue für sein leichtfertiges Verhalten vor und gibt Gaudenzio als Beweis dafür den Brief des echten Bruschino, den er von Filiberto erhalten hatte. Gaudenzio ist gerührt. Florville küsst ihm vor Dankbarkeit die Hand und tritt dann mit Marianna und den Dienern in das Haus.
Szene 6. Der alte Bruschino stattet Gaudenzio trotz seiner Gichtschmerzen einen Besuch ab, um sich nach seinem Sohn zu erkundigen, über den Filiberto böse Gerüchte verbreitet hat. Er ist überrascht, als Gaudenzio ihm mitteilt, dass er ihn in seinem Haus gefangenhält. Da Bruschino seinen Sohn sehen möchte, macht sich ein Diener auf den Weg, um ihn zu holen. Unterdessen bittet Gaudenzio Bruschino, nicht so streng mit seinem Sohn zu sein, da er aufrichtige Reue gezeigt habe (Terzett: „Per un figlio già pentito“). Florville kommt herein und spielt seine Rolle weiter, indem er den alten Bruschino als Vater anredet und auf den Knien um Verzeihung anfleht. Der erkennt in Florville natürlich nicht seinen Sohn und erklärt, ihn noch nie im Leben gesehen zu haben. Da beide bei ihrer Aussage bleiben, beschließen alle, die Polizei um Hilfe bei der Aufklärung zu bitten.
Zimmer im Landhaus
Szene 7. Marianna erwartet ungeduldig das Ergebnis der Untersuchung. Gaudenzio tritt ein und fordert sie auf, Sofia zu holen.
Szene 8. Gaudenzio teilt Sofia mit, dass der alte Bruschino seinen Sohn verleugne. Er bittet sie, zu versuchen, ihn zur Vernunft zu bringen. Schließlich gehe es um ihren Bräutigam.
Szene 9. Nachdem sich Gaudenzio und Marianna zurückgezogen haben, führt ein Diener den alten Bruschino herein. Sofia stellt sich ihm als Braut seines Sohnes vor, wirft ihm seine Grausamkeit diesem gegenüber vor und fleht ihn an, Mitleid zu zeigen und ihrer Verbindung zuzustimmen (Arie: „Ah donate il caro sposo“). Dann lässt sie Gaudenzio allein.
Szene 10. Der inzwischen eingetroffene Polizeikommissar wird von einem Diener zu Bruschino geführt. Bruschino klagt, dass man ihn zwingen wolle, einen völlig Fremden als Sohn anzuerkennen. Der Polizist hat einen Brief bei sich, dessen Handschrift der alte Bruschino zweifelsfrei als die seines Sohnes identifiziert. Er ist sich sicher, den Betrug damit aufklären zu können.
Szene 11. Gaudenzio kommt mit den Dienern zurück. Kurz darauf erscheinen auch Florville und Sofia. Gaudenzio zeigt dem Kommissar den von Florville erhaltenen Brief. Zu Bruschinos Entsetzen stimmt die Handschrift mit der des anderen Briefes überein. Damit ist für den Polizisten bewiesen, dass Florville tatsächlich Bruschinos Sohn ist. Bruschino gerät in Rage (Arie: „Ho la testa o è andata via?“). Als er wütend das Zimmer verlassen will, trifft er auf Filiberto, den er erfreut grüßt und mit sich zurück ins Zimmer führt. Sofia und Florville fürchten bereits, dass ihre List auffliegt – Filiberto kennt schließlich den echten Sohn Bruschinos. Der Kommissar aber fragt ihn lediglich, ob Florville sein Schuldner sei. Das bestätigt Filiberto wahrheitsgemäß – ein weiterer Beweis für die Identität Florvilles mit dem jungen Bruschino. Alle fordern den Alten auf, seinen Sohn endlich anzuerkennen, und verlassen in Verwirrung das Zimmer.
Szene 12. Nur Filiberto ist geblieben, da er sein Geld noch immer nicht erhalten hat. Nun verlangt er die übrigen zweihundert Franken vom alten Bruschino. Der entgegnet, er möge sie doch von seinem „Sohn“ zurückfordern, der immer noch hier sei. Filiberto erwidert, dass sein Sohn doch im Gasthof eingesperrt sei. Dessen Cousin, der anwesende junge Bruschino, habe darauf bestanden. Bruschino versteht nun die Situation und eilt mit Filiberto davon.
Szene 13. Gaudenzio glaubt, den Grund für das Verhalten des jungen Bruschino erkannt zu haben, und will dessen geplante Hochzeit mit Sofia vorantreiben. Er fragt sie daher, ob ihr der junge Mann gefalle, den sie gerade gesehen habe. Da sie mit der Antwort zögert, beschreibt er ihr das Gefühl der Liebe, bis sie zugibt, tatsächlich so zu empfinden (Duett: „È un bel nodo che due cori“).
Szene 14. Bruschino ist der Wahrheit auf der Spur, weiß aber noch nicht, wer der Schwindler eigentlich ist. Florville tritt herein, ohne ihn zu bemerken. Bruschino vernimmt nun, wie sich Florville in einem Selbstgespräch als Sohn von Gaudenzios Feind Florvil zu erkennen gibt. Bruschino triumphiert. Nun ist er am Zug, die Komödie weiterzuspinnen.
Szene 15. Nacheinander kommen alle in das Zimmer. Zunächst fragt Gaudenzio den alten Bruschino, ob er seinen Sohn nun endlich anerkennen wolle (Finale: „Ebben, ragion dovere“). Bruschino bejaht das, bittet um Entschuldigung für seinen Starrsinn und umarmt den soeben hereinkommenden Florville herzlich. Als nun auch Sofia kommt, wollen sie keine Zeit mehr verlieren. Gaudenzio führt sie mit Florville zusammen. Er und Bruschino freuen sich für das glückliche Paar. Marianna meldet die Rückkehr Filibertos. Der teilt Florville mit, dass die Schulden bezahlt worden seien und er deshalb den jungen Bruschino nicht länger festhalten konnte. Er habe ihn mitgebracht, um ihn zu seinem Vater, dem alten Bruschino, zu führen. Gaudenzio ist erstaunt, dass dieser der Vater seines Cousins sein soll – was für ein Durcheinander. Der junge Bruschino tritt herein und bittet seinen Vater um Vergebung. Filiberto erläutert Gaudenzio, dass Florville zwar Bruschino heiße, aber nicht der Sohn des alten sei. Gaudenzio verlangt von Florville eine Erklärung. Da der schweigt, übernimmt Bruschino: Florville habe seine Tochter geliebt und wollte auf diese Weise sichergehen, sie zur Frau zu erhalten. Er sei der Sohn des Senators Florvil, Gaudenzios alten Gegners. Florville gibt dies zu. Er sei aber ein Ehrenmann und sein Vater bereits verstorben. Bruschino unterstützt ihn. Er verweist auf die große Liebe zwischen Sofia und Florville und ergänzt, dass Bruschino ihrer Heirat bereits zugestimmt habe. Die beiden bitten Gaudenzio ebenfalls um Verzeihung, so dass ihm nichts anderes übrigbleibt, als ihnen zu vergeben. Zum Abschluss bejubeln alle gemeinsam die Liebe.

## Gestaltung

### Instrumentation
Die Oper wurde geschrieben für ein recht kleines Orchester, bestehend aus einer Flöte, zwei Oboen (auch Englischhorn), zwei Klarinetten, einem Fagott, zwei Hörnern, Streichern sowie Basso continuo für die Secco-Rezitative.

### Musiknummern
Die Oper enthält die folgenden Musiknummern:
- Sinfonia
- Nr. 1. Introduktion: „Deh tu m’assisti amore“ (Szene 1)
- Nr. 2. Duett (Florville, Filiberto): „Io danari vi darò!“ (Szene 2)
- Nr. 3. Cavatine (Gaudenzio): „Nel teatro del gran mondo“ (Szene 4)
- Nr. 4. Terzett (Bruschino, Florville, Gaudenzio): „Per un figlio già pentito“ (Szene 6)
- Nr. 5. Rezitativ und Arie (Sofia): „Ah voi condur volete“ – „Ah donate il caro sposo“ (Szene 9)
- Nr. 6. Arie (Bruschino): „Ho la testa o è andata via?“ (Szene 11)
- Nr. 7. Duett (Gaudenzio, Sofia): „È un bel nodo che due cori“ (Szene 13)
- Nr. 8. Finale: „Ebben, ragion dovere“ (Szene 15)

### Musik
Das bekannteste Stück aus der Oper ist die Ouvertüre, die bei der Uraufführung einen Skandal auslöste, da die zweiten Violinen angewiesen waren, mit ihren Bögen gegen die Zinndeckel der Kerzenhalter ihrer Notenpulte zu klopfen. Dieser rhythmische Klangeffekt ist während der ganzen Ouvertüre insgesamt viermal zu hören.:40
Die Musik der Ouvertüre enthält ein Thema aus Rossinis Sinfonia in D „al Conventello“ (1806 oder 1807).:23 Das Liebesduett „Quant’è dolce a un’alma amante“ innerhalb der Introduktion übernahm er aus Demetrio e Polibio.:168
Einer von Azevedo überlieferten Anekdote zufolge, die wohl nicht den Tatsachen entspricht, habe Cera, der Impresario des San Moisè, aus Zorn darüber, dass Rossini einen Auftrag des Konkurrenztheaters La Fenice angenommen hatte, ihm ein minderwertiges Libretto untergeschoben. Rossini habe sich im Gegenzug dadurch gerächt, dass er die Musik bewusst mit Übertreibungen und Gegensätzen überfrachtet habe, um einen Misserfolg zu provozieren. So habe er für sanfte Szenen wilde Musik komponiert, für komische Szenen Trauermusik geschrieben und umgekehrt, die Eigenarten der jeweiligen Sänger mit unpassender Musik konterkariert und in die kurze komische Oper einen endlosen Trauermarsch eingebaut. Während der Aufführung hätten die Eingeweihten über diese Späße gelacht, während die anderen Zuhörer wütend pfiffen.:39 Der Rossini-Biograph Herbert Weinstock nimmt an, dass diese Legende ihren Ursprung im speziellen Klangeffekt der Ouvertüre hat, der durch das Schlagen der Bögen der zweiten Violinen gegen die Deckel ihrer Lampenständer erzeugt wird. Der Trauermarsch existiert tatsächlich, ist jedoch nur 16 Takte lang. Ein anderer Grund für den Unmut des Publikums könnte darin gelegen haben, dass die Aufführung erst mit zwei Stunden Verspätung begann.:40 Richard Osborne weist zudem auf die ungewöhnliche „Härte und Eckigkeit“ der Musik hin, die für einen Teil des damaligen Publikums verstörend gewirkt haben könnte.:167
Der Protest Bruschinos im Terzett „Per un figlio già pentito“ (Nr. 4, Szene 6) ist mit einer ostinato-Figur unterlegt, die zusammen mit dem Knurren Bruschinos einen bizarren Klangeffekt erzeugt.
Sofias Arie „Ah donate il caro sposo“ (Nr. 5, Szene 9) wird von einem Englischhorn begleitet, dessen Klangfarbe den spannungsvollen Zusammenhang der Szene gut trifft.:168f
In Bruschinos Arie „Ho la testa o è andata via?“ (Nr. 6, Szene 11) wird seine Verwirrung durch eine aus Oktavsprüngen bestehende Linie ausgedrückt, die von gackernden Effekten im Orchester begleitet wird. Sofia antwortet darauf „in sinnlichem g-Moll mit aufwärts steigenden Quinten und kleinen Sexten“. Diese Gegenüberstellung von burlesken und gefühlvollen Elementen ist für die ganze Oper typisch.:167

## Werkgeschichte
Il signor Bruschino ist die letzte der fünf komischen Operneinakter, die Rossini zwischen 1810 und 1813 für Venedig komponierte. Die anderen dieser „farse“ sind La cambiale di matrimonio, L’inganno felice, La scala di seta und L’occasione fa il ladro. Diese Operngattung war am Ende des 18. und Anfang des 19. Jahrhunderts in Venedig sehr populär. Die Stücke waren meistens mit nur fünf bis acht Sängern besetzt, darunter immer ein Liebespaar, in diesem Falle Sofia und Florville, mindestens zwei komischen Partien, hier Bruschino padre, Gaudenzio und Filiberto, sowie einer oder mehreren Nebenrollen, hier Marianna, Bruschino figlio und der Polizist.
Das Libretto stammt von Giuseppe Foppa. Es basiert auf der 1809 in Paris aufgeführten französischen Komödie Le fils par hasard, ou ruse et folie von Alissan de Chazet und E. T. M. Ourry. Rossini komponierte die Musik in besonderer Eile, da er bereits einen weiteren Auftrag für das Teatro La Fenice hatte. Diese Oper, Tancredi, wurde dort nur wenige Tage nach der Premiere des Signor Bruschino uraufgeführt.:26
Bei der Uraufführung am 27. Januar 1813 im Teatro San Moisè in Venedig wurde das Werk zusammen mit dem zweiaktigen „dramma eroicomico“ Matilde bzw. La donna selvaggia von Carlo Coccia gegeben. Die Sänger in Il signor Bruschino waren Nicola De Grecis (Gaudenzio), Teodolinda Pontiggia (Sofia), Luigi Raffanelli (Bruschino padre), Gaetano Del Monte (Bruschino figlio und Polizist), Tommaso Berti (Florville), Nicola Tacci (Filiberto) und Carolina Nagher (Marianna).
Die Uraufführung war kein Erfolg – zum Teil weil eine kurze Farse gegen den großen Tancredi nicht konkurrieren konnte.:26 Die Oper wurde daraufhin schnell vergessen. Erst nachdem Rossinis Ruhm seinen Höhepunkt erreicht hatte, wurde auch dieses Werk wieder gespielt, so im Frühling 1844 im Teatro della Canobbiana in Mailand, 1858 in Madrid und Berlin, 1859 in Brüssel und 1957 an der Piccola Scala in Mailand. Eine französische Fassung, deren Musik von Jacques Offenbach bearbeitet worden war, hatte am 29. Dezember 1857 an dessen Théâtre des Bouffes-Parisiens in Paris einen gewaltigen Erfolg. Rossini wurde zu einer Probe eingeladen, entgegnete aber: „Ich habe Sie tun lassen, was Sie wollten, aber ich habe keineswegs die Absicht, Ihr Mitschuldiger zu werden.“:39 Im Herbst 1874 wurde sie im Circolo degli artisti in Turin gegeben und im Mai 1901 im Teatro Contavalli in Bologna. 1932 wurde an der Metropolitan Opera in New York eine stark bearbeitete Fassung als Vorspiel zu Richard Strauss’ Elektra gespielt. Weitere Aufführungen gab es 1955 in Catania, 1963 in Spoleto und am Teatro San Carlo in Neapel und 1965 beim Festival du Marais in Paris.:426 1985 gab es beim Rossini Opera Festival Pesaro eine auf der neuen kritischen Ausgabe basierende erfolgreiche Aufführung. Dort wurde das Stück seitdem noch mehrfach gegeben. Ebenfalls nennenswert sind die Aufführungen von 1989 in Schwetzingen und 1992 an der Wiener Kammeroper.

## Aufnahmen
- 9. September 1951 (live, konzertant aus Mailand, gekürzt): Carlo Maria Giulini (Dirigent), Orchestra Sinfonica della RAI di Milano. Sesto Bruscantini (Gaudenzio), Alda Noni (Sofia), Afro Poli (Bruschino padre), Tommaso Soley (Bruschino figlio), Antonio Spruzzola-Zola (Florville), Tommaso Dalamangas (Filiberto), Fernanda Cadoni (Marianna). VOCE LP: VOCE-32(3), Golden Melodram GM 5.0046 (1 CD), Walhall WLCD 0089 (1 CD), GOP 66.329 (1 CD), Cantus Classics 500572 (2 CD).[9]:15609
- 1954 (stark gekürzt): Ennio Gerelli (Dirigent), Orchestra da Camera di Milano. Renato Capecchi (Gaudenzio), Elda Ribetti (Sofia), Carmelo Maugeri (Bruschino padre), Carlo Rossi (Bruschino figlio), Luigi Pontiggia (Florville), Ivo Vinco (Filiberto), Claudia Carbi (Marianna), Walter Tarozzi (Commissario). VOX Turnabout LP: TV 34158S, Archipel ARPCD 0351 (1 CD).[9]:15610
- 1970: Robert Dunand (Dirigent), Collegium Academicum de Genève. Etienne Bettens (Gaudenzio), Evelyn Brunner (Sofia), Gaston Presset (Bruschino padre), Antonio Ribeiro Marao (Bruschino figlio), Mario Marchiso (Florville), Samuel Hasler (Filiberto), Della Jones (Marianna). Concert HALL SMSC-2724; Concert Hall SMS-2780 (Highlights).[10]
- 1985 (Secco-Rezitative gekürzt): Jacek Kasprzyk (Dirigent), Orchestra of the Warshaw Chamber Opera. Jerzy Mahler (Gaudenzio), Alicia Slowakiewicz (Sofia), Jan Wolanski (Bruschino padre), Jószef Moldvay (Bruschino figlio), Kaszimierz Myrlak (Florville), Dariusz Niemirowicz (Filiberto), Halina Gorzynská (Marianna), Bojumil Jaszkowski (Commissario). Pavane ADW 7158 (1 CD), Pavane ADW 7158-9 (2 LP).[9]:15611
- Mai 1987: Gianluigi Gelmetti (Dirigent), Symphonie-Orchester des SWR Stuttgart. Jean-Philippe Lafont (Gaudenzio), Amelia Felle (Sofia), Claudio Desderi (Bruschino padre), Maurizio Comencini (Bruschino figlio), Susanna Anselmi (Marianna).[9]:15612
- 1988 (live vom Rossini Opera Festival Pesaro): Donato Renzetti (Dirigent), Orchestra Sinfonica Nazionale della RAI Torino. Enzo Dara (Gaudenzio), Mariella Devia (Sofia), Alberto Rinaldi (Bruschino padre), Eugenio Favano (Bruschino figlio), Dalmacio Gonzalez (Florville), Alfonso Antoniozzi (Filiberto), Nicoletta Curiel (Marianna). Ricordi CD: 2002.[9]:15613
- Oktober 1988: Marcello Viotti (Dirigent), I Filarmonici di Torino. Bruno Praticò (Gaudenzio), Patrizia Orciani (Sofia), Natale de Carolis (Bruschino padre), Fulvio Massa (Bruschino figlio / Commissario), Luca Canonici (Florville), Pietro Spagnoli (Filiberto), Katia Lytting (Marianna). Claves CD: 50-8904/5, Brilliant Classics 92399 (8 CD).[9]:15614
- 1989 (Video aus Schwetzingen, Szene 13 leicht gekürzt): Gianluigi Gelmetti (Dirigent), Michael Hampe (Regisseur), Symphonie-Orchester des SWR Stuttgart. Alessandro Corbelli (Gaudenzio), Amelia Felle (Sofia), Alberto Rinaldi (Bruschino padre), Vito Gobbi (Bruschino figlio), David Kuebler (Florville), Carlos Feller (Filiberto), Janice Hall (Marianna), Oslavio di Credico (Commissario). Teldec VI: 9031 71482 3 9, Teldec LD: 9031 71482 6, EuroArts 2054988 (1 DVD).[9]:15615
- Mai 1991 (Opernwelt-CD-Tipp: „künstlerisch wertvoll“[8]): Ion Marin (Dirigent), English Chamber Orchestra. Samuel Ramey (Gaudenzio), Kathleen Battle (Sofia), Claudio Desderi (Bruschino padre), Octavio Arévalo (Bruschino figlio / Commissario), Frank Lopardo (Florville), Michele Pertusi (Filiberto), Jennifer Larmore (Marianna). DG CD: 435 865 2 (1 CD), DGG 477 566 8 (1 CD).[9]:15616
- 19. August 2000 (live aus Wörgl): Gustav Kuhn (Dirigent), Orchester der Tiroler Festspiele Erl. Gianpiero Ruggeri (Gaudenzio), Hiroko Kouda (Sofia), Ezio Maria Tirsi (Bruschino padre), Johann Puchleitner (Bruschino figlio), Patrizio Sandelli (Florville), Aris Papagiannopoulos (Filiberto), Claudia Schneider (Marianna), Edvard Stroh (Commissario). Arte Nova 74321 80783 2 (1 CD).[9]:15617
- 4. Mai 2002 (live aus Ferrara): Claudio Desderi (Dirigent), I Virtuosi Italiani. Maurizio Leoni (Gaudenzio), Elena Rossi (Sofia), Dario Giorgelè (Bruschino padre), Massimiliano Barbolini (Bruschino figlio), Alessandro Cordeluppi (Florville), Antonio Marani (Filiberto), Clara Giangaspero (Marianna), Vito Martino (Commissario). Naxos 8.660128 (1 CD).[9]:15618
- März 2009 (live aus Graz): Michi Gaigg (Dirigentin), L’Orfeo Barockorchester. David Park (Gaudenzio), Olga Peretyatko (Sofia), Vladimir Chernov (Bruschino padre), Matthias Paar (Bruschino figlio), Kirlianit Cortes (Florville), Josef Pepper (Filiberto), Michaela Adamcova (Marianna), Ernst-Dieter Suttheimer (Commissario). premiereopera.net (1 CDR).[11]